# Keutel-Syndrom
Das Keutel-Syndrom ist eine sehr seltene angeborene Erkrankung mit den Hauptmerkmalen Brachytelephalangie, diffuse Knorpelkalzifizierung (Kalkablagerung) im Knorpel, periphere Pulmonalstenose, Gesichtsauffälligkeiten und Hörverminderung.
Synonyme sind: Pulmonalstenose - Brachytelephalangie - Knorpel-Kalzifikationen 
Die Bezeichnung bezieht sich auf die Erstautoren der Erstbeschreibung aus dem Jahre 1972 durch den Göttinger Arzt Jürgen Keutel und Mitarbeiter 1972.

## Verbreitung
Die Häufigkeit wird mit unter 1 zu 1.000.000 angegeben, bislang sind etwa 30 Betroffene beschrieben worden. Die Vererbung erfolgt vermutlich autosomal-rezessiv.

## Ursache
Der Erkrankung liegen Mutationen im MGP-Gen im Chromosom 12 Genort p12.3 zugrunde, welches für das Matrix-Gla-Protein kodiert.

## Klinische Erscheinungen
Klinische Kriterien sind:
- kraniofaziale Dysmorphie mit langem Gesicht, breitem und flachen Nasenrücken, Hypertelorismus, Mittelgesichtshypoplasie
- Brachytelephalangie mit Akroosteolysen
- periphere Pulmonalstenose
- diffuse Knorpelkalzifizierung in Ohr, Nasenseptum, Larynx, Trachea, Bronchialsystem, Rippen
- gemischter Hörverlust

Hinzu können punktförmige Verkalkungen der Epiphysen der langen Röhrenknochen und der Wirbelkörper kommen.

## Diagnose
Die Verdachtsdiagnose ergibt sich aus den klinischen Befunden, im Röntgenbild finden sich Verkalkungen und eine Brachytelephalangie.

## Differentialdiagnose
Abzugrenzen sind: die Warfarin-Embryopathie, der hereditäre kombinierte Mangel an Vitamin-K-abhängigen Gerinnungsfaktoren, das Keipert-Syndrom und die Chondrodysplasie mit Brachytelephalangie.

## Heilungsaussicht
Die Prognose hängt vom Ausmaß der Lungenbeteiligung ab.